# Loma (Colorado)
Loma es un lugar designado por el censo ubicado en el condado de Mesa en el estado estadounidense de Colorado. En el Censo de 2010 tenía una población de 1.293 habitantes y una densidad poblacional de 45,85 personas por km².

## Geografía
Loma se encuentra ubicado en las coordenadas 39°12′27″N 108°48′18″O / 39.20750, -108.80500. Según la Oficina del Censo de los Estados Unidos, Loma tiene una superficie total de 28.2 km², de la cual 28.2 km² corresponden a tierra firme y (0%) 0 km² es agua.

## Demografía
Según el censo de 2010, había 1.293 personas residiendo en Loma. La densidad de población era de 45,85 hab./km². De los 1.293 habitantes, Loma estaba compuesto por el 92.73% blancos, el 0% eran afroamericanos, el 1.08% eran amerindios, el 0.39% eran asiáticos, el 0% eran isleños del Pacífico, el 3.63% eran de otras razas y el 2.17% pertenecían a dos o más razas. Del total de la población el 6.96% eran hispanos o latinos de cualquier raza.